# خومبابا

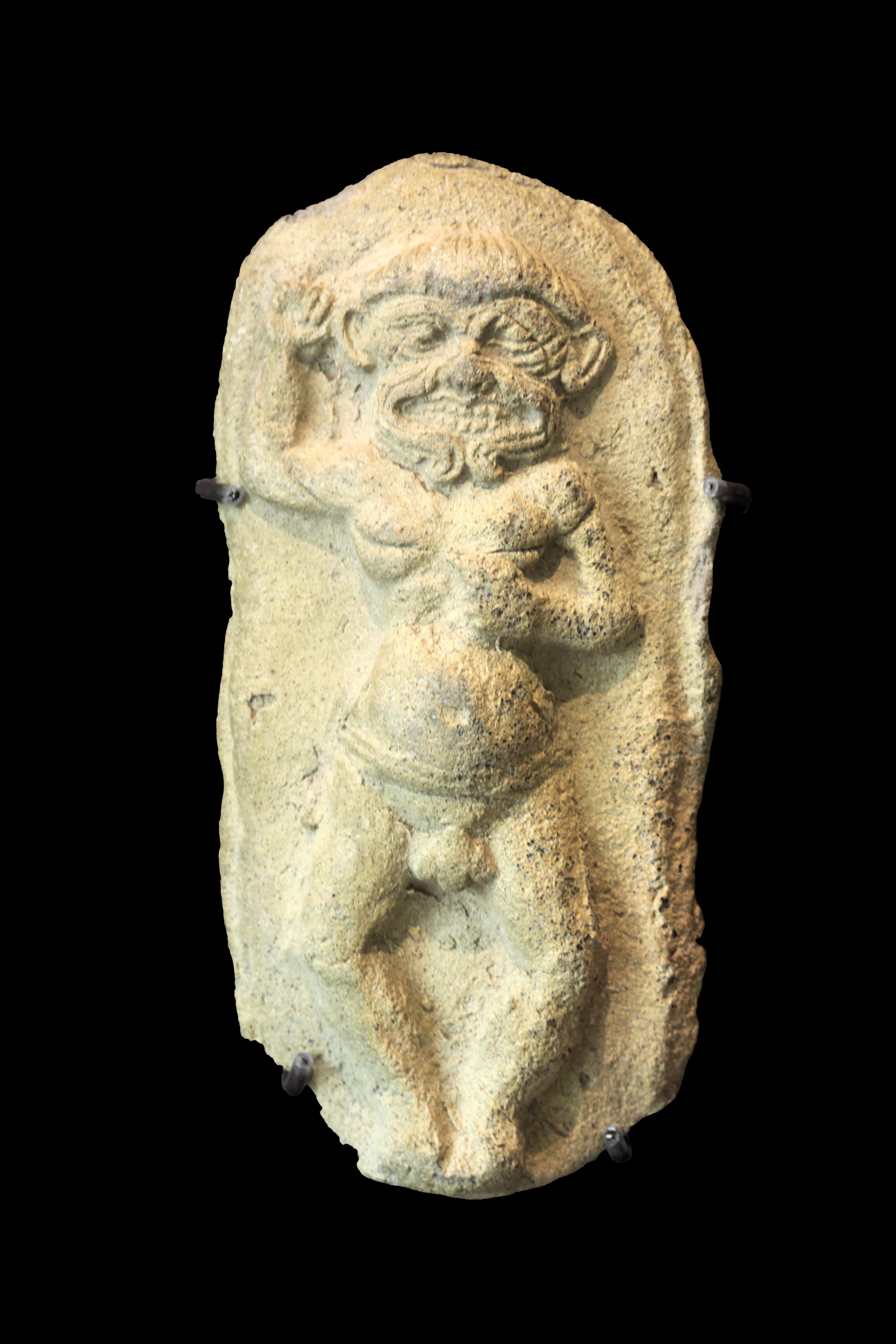
لوحة طينية لخنباب في اللوفر.

خُنْباب (بالسومرية: خومبابا) هو حارس الغابة المارد القوي من ملحمة جلجامش السومرية؛ خُلق ليحمي غابة الأرز، عيّنه الإله إنليل. حيث يحكي الحلم الذي رواه غلغامش لصديقه إنكيدو والذي يقول فيه:
يا صديقي
رأيت رؤيا أننا نقف في وهرة جبل، ثم يسقط الجبل فجأة، وكنا أنا وأنت،
كأننا ذباب صغار، ورأيت في حلمي الثاني جبل ثم الجبل يسقط
عندها فسر إنكيدو الرؤيا بأنه الانتصار على خنباب (الوحش الذي كانت أنفاسه ناراً وموتاً أكيداً).
من هذه الأسطورة الخالدة:
ونوازع الشر في حياة خنباب حارس غابة الأرز، تطل علينا اليوم 
زبانية وأشباح سلالة هذا الوحش الذي هزمه إنكيدو ليعم الخير الغابات،
وبعد مقتل خنباب غضبت عشتار واجتمع مجلس الأنوناكي (أي مجلس الآلهة) ليقرروا معاقبة غلغامش ولكنهم عدلوا عن ذلك لأن غلغامش ابن إله ونصف إله لذلك قرروا معاقبة البشر الفاني بدلاً منه. فسلطت عشتار الثور السماوي ذو الأنفاس الحارقة على إنكيدو ولكن إنكيدو قتله أيضاً فقررت الآلهة إرسال الموت على إنكيدو بدلاً من غلغامش وعن طريق موت إنكيدو سيعاقب غلغامش أيضاً لأنه سيكون وحيداً بلا معين.